# Michał Piotr Horain
Michał Piotr Horain herbu Szreniawa (zm. 30 sierpnia 1769) – podkomorzy wileński w latach 1765–1769, horodniczy wileński w latach 1748–1765, strażnik wileński w latach 1746–1748, dyrektor wileńskiego sejmiku trybunalskiego 1761 roku.
W 1764 roku był członkiem konfederacji Wielkiego Księstwa Litewskiego. W 1764 roku jako poseł na sejm elekcyjny z województwa wileńskiego był elektorem Stanisława Augusta Poniatowskiego z województwa wileńskiego. Poseł województwa wileńskiego na sejm koronacyjny 1764 roku. W 1769 roku uzbroiwszy 500 szlachty i poddanych przystąpił do konfederacji barskiej. Osaczony pod Wilnem przez Rosjan, umarł z ran w niewoli.